# خالد الشليمي
خالد رفاعي محمد الشليمي الظفيري، من مواليد 1962، هو لاعب كرة قدم كويتي سابق وكاتب صحفي سابق وعضو المجلس المبطل عضويته مجلس الأمة الكويتي ديسمبر 2012.
كان يلعب مع نادي النصر الكويتي، وقد كان هداف لكأس الأمير 1986–87 برصيد 4 أهداف.
وشارك في فوز منتخب الكويت لكرة القدم في كأس الخليج 1996.